# Nothophila
Nothophila es un género de dípteros nematóceros perteneciente a la familia Limoniidae. Se distribuye por Nueva Zelanda.

## Especies
- Contiene las siguientes especies:
- N. fuscana Edwards, 1922
- N. nebulosa Edwards, 1922